# Jeon Ga-eul
Jeon Ga-eul (전가을?; 14 settembre 1988) è una calciatrice sudcoreana, attaccante del Sejong Sportstoto.
In carriera ha indossato le maglie delle nazionali sudcoreane dalle giovanili Under-16, Under-17 e Under-20, disputando con la nazionale maggiore tre Coppe d'Asia di categoria e il Mondiale di Canada 2015, superando le 100 presenze.

## Carriera

### Nazionale
Convocata nella formazione Under-17, Jeon disputa il Campionato asiatico di Corea del Sud 2005, il primo di categoria che dopo quell'edizione sarebbe stato riservato a formazioni Under-16, marcando durante il torneo 5 presenze e segnando 4 reti.
Di due anni più tardi è la sua prima convocazione nella nazionale maggiore, dove fa il suo esordio il  12 agosto 2007, nell'incontro vinto per 2-1 con il Vietnam, prima di tornare nella Under-19 impegnata nel Campionato asiatico di Cina 2007, dove le sudcoreane perdono 1-0 la finale per il terzo posto con le pari età della Cina.
Nel 2008 il Commissario tecnico An Ik-soo, la chiama per le qualificazioni alla fase finale della Coppa d'Asia di Vietnam 2008, fallendo l'accesso alla fase finale, raggiunto invece due anni più tardi, sotto la guida tecnica del nuovo CT Lee Sang-yeob, disputando con la maglia della sua nazionale la Coppa d'Asia di Cina 2010 ma venendo eliminata già alla fase a gironi. Disputa inoltre la Coppa della Regina della Pace 2008 e la Coppa dell'Asia orientale di Cina 2008.
Nel 2009, grazie alle 10 reti siglate nel torneo vince la classifica dei capocannonieri e condivide con le compagne la medaglia d'oro alle Universiadi 2009.
L'anno seguente ha segnato il gol della vittoria contro l'Australia nella finale della Coppa della Regina della Pace 2010 ed è stata nominata Most Valuable Player del torneo. Jeon venne inserita in rosa anche con la squadra che vinse la medaglia di bronzo ai Giochi asiatici di Canton 2010 e si è piazzata al terzo posto nella Coppa dell'Asia orientale di Giappone 2010 fallendo la qualificazione al Mondiale di Germania 2011.
In seguito è convocata per la Cyprus Cup 2011 dove, dopo aver segnato la rete che apre le marcature con il Messico durante la fase a gironi nell'unico pareggio delle sudcoreane nel gruppo C, accede alla finale per il quinto posto con l'Inghilterra perdendola per 2-0.
Il subentrato CT Yoon Deok-yeo la convoca per disputare la Coppa d'Asia di Vietnam 2014 dove, grazie anche alle sue tre reti siglate su 5 partite, riesce a ottenere il quarto posto e il conseguente accesso al Mondiale di Canada 2015. Inserita da Yoon nella lista delle 23 calciatrici convocate comunicata nel maggio 2015, Jeon viene impiegata in tutti i quattro incontri disputati dalla sua nazionale, siglando nella fase a gironi la rete del parziale 2-1 sulle avversarie della Costa Rica, incontro poi terminato sul 2-2. Giunta agli ottavi di finale, la Corea del Sud viene sconfitta per 3-0 dalla Francia ed eliminata dal torneo.
In rosa con la squadra che partecipa ai Giochi asiatici di Incheon 2014 ottiene la sua seconda medaglia di bronzo al torneo segnando 6 reti, inoltre condivide con le compagne il secondo posto nella Coppa dell'Asia orientale di Cina 2015.

## Palmarès

### Club
- Campionato sudcoreano: 4

Hyundai Red Angels: 2013, 2014, 2015, 2017